# Santec

Santec este o comună în departamentul Finistère, Franța. În 1 ianuarie 2022 avea o populație de 2.435 de locuitori.